# Victoires de la Musique
Les Victoires de la Musique ist eine seit 1985 jährlich stattfindende französische Musikpreisverleihung.
Die Preise, „Victoires“ genannt, werden im Rahmen einer großen live übertragenen Fernsehshow vergeben. Sie werden häufig als französische Version des Grammy angesehen. Seit 1994 gibt es mit den Victoires de la musique classique und seit 2002 mit den Victoires du jazz eigene Preisverleihungen für Klassik und Jazz.

## Preisträger

### Preise, die etablierte Künstler auszeichnen

#### Künstlerin des Jahres
- 1985: Jeanne Mas
- 1986: Catherine Lara
- 1987: France Gall
- 1988: Mylène Farmer
- 1990: Vanessa Paradis
- 1991: Patricia Kaas
- 1992: Jane Birkin
- 1993: Véronique Sanson
- 1994: Barbara
- 1995: Enzo Enzo
- 1996: Véronique Sanson (2)
- 1997: Barbara
- 1998: Zazie
- 1999: Axelle Red
- 2000: Natacha Atlas
- 2001: Hélène Ségara
- 2002: Zazie (2)
- 2003: Lynda Lemay
- 2004: Carla Bruni
- 2005: Françoise Hardy
- 2006: Juliette
- 2007: Olivia Ruiz
- 2008: Vanessa Paradis (2)
- 2009: Camille
- 2010: Olivia Ruiz (2)
- 2011: Yael Naim
- 2012: Catherine Ringer
- 2013: Lou Doillon
- 2014: Vanessa Paradis (3)
- 2015: Christine and the Queens
- 2016: Yael Naim (2)
- 2017: Jain
- 2018: Charlotte Gainsbourg
- 2019: Jeanne Added
- 2020: Clara Luciani
- 2021: Pomme
- 2022: Clara Luciani (2)
- 2023: Angèle
- 2024: Aya Nakamura

#### Künstler des Jahres
- 1985: Michel Jonasz
- 1986: Jean-Jacques Goldman
- 1987: Johnny Hallyday
- 1988: Claude Nougaro
- 1990: Francis Cabrel
- 1991: Michel Sardou
- 1992: Patrick Bruel
- 1993: Alain Bashung
- 1994: Alain Souchon
- 1995: MC Solaar
- 1996: Maxime Le Forestier
- 1997: Charles Aznavour
- 1998: Florent Pagny
- 1999: Alain Bashung (2)
- 2000: -M-
- 2001: Henri Salvador
- 2002: Gérald de Palmas
- 2003: Renaud
- 2004: Calogero
- 2005: -M- (2)
- 2006: Raphael
- 2007: Bénabar
- 2008: Abd Al Malik
- 2009: Alain Bashung (3)
- 2010: Benjamin Biolay
- 2011: Gaëtan Roussel
- 2012: Hubert-Félix Thiéfaine
- 2013: Dominique A
- 2014: Stromae
- 2015: Julien Doré
- 2016: Vianney
- 2017: Renaud (2)
- 2018: Orelsan
- 2019: Bigflo et Oli
- 2020: Philippe Katerin
- 2021: Benjamin Biolay (2)
- 2022: Orelsan (2)
- 2023: Stromae (2)
- 2024: Gazo & Vianney

#### Französischsprachige Interpreten oder Gruppe
- 1994: Maurane •  Belgien
- 1995: Khaled •  Algerien
- 1996: Céline Dion •  Kanada
- 1997: Teri Moïse •  Vereinigte Staaten

#### Nicht-französischsprachige Künstler
- 1985: Tina Turner *  Vereinigte Staaten

#### Gruppe des Jahres
- 1988: Kassav
- 1990: Gipsy Kings
- 1991: Elmer Food Beat
- 1992: MC Solaar
- 1993: Pow woW
- 1994: Les Innocents
- 1995: IAM
- 1996: Les Innocents (2)
- 1997: Les Innocents (3)
- 1998: Noir Désir
- 1999: Louise Attaque
- 2000: Zebda

#### Electronic/Dance Künstler des Jahres
- 2009: Martin Solveig

### Révélation (Neuentdeckung) des Jahres

#### Künstlerin Neuentdeckung
- 2022: Barbara Pravi
- 2023: november ultra
- 2024: Zaho de Sagazan

#### Künstler Neuentdeckung
- 2022: Terrenoire
- 2023: Pierre De Maere
- 2024: Yamê

#### Album Neuentdeckung
- 2001: Mieux qu’ici bas von Isabelle Boulay
- 2002: Rose Kennedy von Benjamin Biolay
- 2003: Vincent Delerm von Vincent Delerm
- 2004: Le chemin von Kyo
- 2005: Crèvecœur von Daniel Darc und Le rêve ou la vie von Ridan
- 2006: Le fil von Camille
- 2007: Midi 20 von Grand Corps Malade
- 2008: Repenti von Renan Luce
- 2009: Ersatz von Julien Doré
- 2010: Tree of Life von Yodelice
- 2014: Psycho Tropical Berlin von La Femme
- 2015: Chanteuse von Indila
- 2016: Chambre 12 von Louane
- 2017: Les conquêtes von Radio Elvis
- 2018: Petite amie von Juliette Armanet
- 2019: Brol von Angèle
- 2020: Les failles von Pomme

#### Bühne Neuentdeckung
- 2001: St. Germain
- 2002: Le Peuple de l’Herbe
- 2003: Sanseverino
- 2004: Kyo
- 2005: La Grande Sophie
- 2006: Camille
- 2007: Grand Corps Malade
- 2008: Renan Luce
- 2009: BB Brunes
- 2010: Izia
- 2011: Ben l’Oncle Soul
- 2012: Brigitte
- 2013: C2C
- 2014: Woodkid
- 2015: Benjamin Clementine
- 2016: Hyphen Hyphen
- 2017: L.E.J.
- 2018: Gaël Faye
- 2019: Clara Luciani
- 2020: Suzane
- 2024: Zaho de Sagazan

#### Publikumsentdeckung
- 2005: Jeanne Cherhal
- 2006: Amel Bent
- 2007: Miss Dominique
- 2008: Christophe Maé
- 2009: Sefyu
- 2010: Pony Pony Run Run
- 2011: Lilly Wood & the Prick
- 2012: Orelsan
- 2013: C2C

#### Neuentdeckung vielfältigste Künstler und Künstlerinnen
- 1985: Jeanne Mas
- 1986: Gold

#### Neuentdeckung vielfältigste Künstlerin
- 1987: Guesch Patti
- 1988: Patricia Kaas
- 1990: Corinne Hermès
- 1991: Liane Foly
- 1992: Jil Caplan
- 1993: Zazie
- 1994: Nina Morato
- 1995: Rachel Des Bois
- 1996: Stephend

#### Neuentdeckung vielfältigstiger Künstler
- 1987: L’Affaire Louis Trio
- 1988: Florent Pagny
- 1990: Philippe Lafontaine
- 1991: Art Mengo
- 1992: Nilda Fernandez
- 1993: Arthur H
- 1994: Thomas Fersen
- 1995: Gérald de Palmas
- 1996: Ménélik

#### Neuentdeckung Gruppe
- 1994: Native
- 1995: Sinclair
- 1996: Alliance Ethnik

#### Neuentdeckung
- 1997: Juliette
- 1998: Lara Fabian
- 1999: Faudel
- 2000: 113
- 2001: Isabelle Boulay
- 2002: Astonvilla
- 2003: Natasha St-Pier
- 2004: Kyo

### Album des Jahres, ohne bestimmte Musikrichtung
- 1985: Love on the Beat von Serge Gainsbourg
- 1986: Sauver l'amour von Daniel Balavoine
- 1987: The No Comprendo von Les Rita Mitsouko
- 1988: Nougayork von Claude Nougaro
- 1990: Sarbacane von Francis Cabrel
- 1991: Nickel von Alain Souchon
- 1992: Sheller en solitaire von William Sheller
- 1993: Caché derrière von Laurent Voulzy
- 1994: Rio Grande von Eddy Mitchell
- 1995: Samedi soir sur la Terre von Francis Cabrel
- 1996: Défoule sentimentale von Alain Souchon
- 1997: Mr Eddy von Eddy Mitchell
- 1998: L’école du micro d’argent von IAM
- 2011: Ginger von Gaëtan Roussel
- 2012 à 2019: nicht vergeben
- 2020: Âme fifties von Alain Souchon
- 2021: Grand Prix von Benjamin Biolay
- 2022: Cœur von Clara Luciani
- 2023: Multitude von Stromae
- 2024: La symphonie des éclairs von Zaho de Sagazan

### Album des Jahres für unterschiedliche Stilrichtungen, Rock und Pop

#### Album des Jahres für Chanson
- 2001: Chambre avec vue von Henri Salvador
- 2002: Avril von Laurent Voulzy
- 2003: Boucan d’enfer von Renaud
- 2004: Les risques du métier von Bénabar
- 2005: Qui de nous deux von -M-
- 2006: Caravane von Raphael
- 2007: Le soldat rose von Louis Chedid
- 2008: Divinidylle von Vanessa Paradis
- 2009: Bleu pétrole von Alain Bashung
- 2010: La superbe von Benjamin Biolay
- 2011: Causes perdues et musiques tropicales von Bernard Lavilliers
- 2012: Suppléments de mensonge von Hubert-Félix Thiéfaine
- 2013: La place du fantôme von La Grande Sophie
- 2014: Racine carrée von Stromae
- 2015: Alain Souchon & Laurent Voulzy von Alain Souchon & Laurent Voulzy
- 2016: De l’amour von Johnny Hallyday
- 2017: Palermo Hollywood von Benjamin Biolay
- 2018: Géopoéthique von MC Solaar
- 2019: En amont von Alain Bashung

#### Rock Album
- 1985: Un autre monde von Téléphone
- 1986: Passé le Rio Grande von Alain Bashung
- 2001: Comme on a dit von Louise Attaque
- 2002: Des visages, des figures von Noir Désir
- 2003: Paradize von Indochine
- 2004: Tu vas pas mourir de rire von Mickey 3D
- 2005: French bazaar von Arno
- 2006: À plus tard crocodile von Louise Attaque (2)
- 2007: Wow von Superbus
- 2008: L’invitation von Étienne Daho
- 2009: L’homme du monde von Arthur H
- 2010: Izia von Izia
- 2011: Ginger von Gaëtan Roussel
- 2012: So Much Trouble von Izia
- 2013: Can Be Late von Skip the Use
- 2014: Bankrupt! von Phoenix
- 2015: Shake, Shook, Shaken! von The Dø
- 2016: Mandarine von Les Innocents
- 2017: Anomalie von Louise Attaque
- 2018: The Evol von Shaka Ponk
- 2019: Radiate von Jeanne Added

#### Unterschiedliche Richtungen Pop-Rock
- 1999: Fantaisie militaire von Alain Bashung
- 2000: Sang pour sang von Johnny Hallyday

#### Album französischsprachiger Künstler und Künstlerinnen
- 1985: Ils s'aiment von Daniel Lavoie •  Kanada
- 1986: Faire à nouveau connaissance von Diane Tell •  Kanada
- 1987: Vue sur la mer von Daniel Lavoie •  Kanada
- 1988: Awaba Beach von Mory Kante •  Guinea
- 1990: Hélène von Roch Voisine •  Kanada
- 1991: Double von Roch Voisine •  Kanada
- 1992: Engelberg von Stephan Eicher •  Schweiz

### Album für traditionelle oder Weltmusik
- 1992: Nouvelles polyphonies corses
- 1994: Renaud cante el Nord von Renaud
- 1995: Polyphonies von Voce Di Corsica
- 1996: Dan Ar Braz et les 50 musiciens de l’Héritage des Celtes en concert von Dan Ar Braz und l’Héritage des Celtes
- 1997: I Muvrini à Bercy von I Muvrini
- 1998: Finisterres von Dan Ar Braz und l'Héritage des Celtes
- 1999: Clandestino von Manu Chao
- 2000: Café Atlántico von Cesária Évora
- 2001: Made in Medina von Rachid Taha
- 2002: Proxima estación? Esperanza von Manu Chao
- 2003: Umani von I Muvrini zusammen mit Françafrique von Tiken Jah Fakoly
- 2004: Voz d’amor von Cesária Évora
- 2005: Dimanche à Bamako von Amadou & Mariam
- 2006: Mesk Elil von Souad Massi
- 2007: Canta von Agnès Jaoui
- 2008: Yael Naim von Yael Naim
- 2009: Tchamantché von Rokia Traoré
- 2010: La différence von Salif Keita
- 2011: Handmade von Hindi Zahra
- 2012: Cantina Paradise von Jehro
- 2013: Folila von Amadou & Mariam
- 2014: Illusions von Ibrahim Maalouf
- 2015: Rivière noire von Rivière noire
- 2016: Homeland von Hindi Zahra
- 2017: Far from Home von Calypso Rose
- 2018: Lamomali von -M-, Toumani Diabaté, Sidiki Diabaté, Fatoumata Diawara, (Lamomali)
- 2019: Lost von Camélia Jordana

### Album für urbane und elektronische Musik

#### Rap Album
- 2018 Lithopédion von Damso

#### Album urbane Musik
- 1999: Panique celtique von Manau
- 2000: Les princes de la ville von 113
- 2001: J’fais c’que j’veux von Pierpoljak
- 2002: The Real Don von Lord Kossity
- 2002: X raisons von Saïan Supa Crew
- 2003: Solitaire von Doc Gynéco
- 2004: Brut de femme von Diam’s
- 2005: 16/9 von Nâdiya
- 2006: Les Histoires extraordinaires d’un jeune de banlieue von Disiz la Peste
- 2007: Gibraltar von Abd Al Malik
- 2008: Chapitre 7 von MC Solaar
- 2009: Dante von Abd Al Malik
- 2010: L’arme de paix von Oxmo Puccino
- 2011: Château rouge von Abd Al Malik
- 2012: Le chant des sirènes von Orelsan
- 2013: Roi sans carrosse von Oxmo Puccino
- 2014: Paris Sud Minute von 1995
- 2015: Je suis en vie von Akhenaton
- 2016: Feu von Nekfeu
- 2017: My World von Jul
- 2018: La fête est finie von Orelsan
- 2019: La vie de rêve von Bigflo et Oli

#### Electronic/Groove/Dance Album
- 1998: 30 von Laurent Garnier
- 1999: Moon Safari von Air
- 2000: Trabendo von Les Négresses Vertes
- 2001: Tourist von St. Germain
- 2002: Modjo von Modjo
- 2003: La revancha del tango von Gotan Project
- 2004: Émilie Simon von Émilie Simon
- 2005: Talkie Walkie von Air
- 2006: Animal sophistiqué von Bumcello
- 2007: Végétal von Émilie Simon
- 2008: † von Justice
- 2010: Manual for a Successful Rioting von Birdy Nam Nam
- 2011: Cheese von Stromae
- 2012: Audio, Video, Disco von Justice
- 2013: Tetra von C2C
- 2014: OutRun von Kavinsky
- 2015: Ghost Surfer von Cascadeur
- 2016: The Wanderings of the Avener von The Avener
- 2017: Layers von Kungs
- 2018: Temperance von Dominique Dalcan
- 2019: Dancehall von The Blaze

### Andere Alben

#### Filmmusik
- 1985: Subway – Éric Serra
- 1986: 37°2 le matin – Gabriel Yared
- 1987: Manon des sources – Jean-Claude Petit
- 1988: Le grand bleu – Éric Serra
- 1990: Camille Claudel – Gabriel Yared
- 1991: Cyrano de Bergerac – Jean-Claude Petit
- 1992: Delicatessen – Carlos D’Alession
- 1993: L’amant – Gabriel Yared
- 1994: L’écrivain public – William Sheller
- 1995: Léon – Éric Serra
- 1996: Un indien dans la ville – K.O.D.
- 1997: Microcosmos, le peuple de l’herbe – Bruno Coulais
- 1998: Le patient anglais – Gabriel Yared
- 1999: Taxi – Akhénaton / Khéops
- 2000: Ma petite entreprise – Alain Bashung
- 2001: The Virgin Suicides – Air
- 2002: Le fabuleux destin d’Amélie Poulain – Yann Tiersen
- 2004: Good Bye, Lenin! – Yann Tiersen
- 2005: Les choristes – Bruno Coulais / Christophe Barratier / Philippe Lopes Curval
- 2006: La marche de l’empereur – Émilie Simon
- 2007: Ne le dis à personne – -M-
- 2008: Arthur et les Minimoys – Éric Serra

#### Album für Kinder
- 1985: Les Petits Ewoks von Dorothée
- 1987: Histoires pour les 4/5 ans von Jean Rochefort
- 1991: La Petite Sirène raconté von Nathalie Baye
- 1992: Pierre et le Loup de Prokofiev von Julien Clerc
- 1993: Pierre et le Loup de Prokofiev vorgetragen von Lambert Wilson
- 1994: Aladin et la Lampe merveilleuse vorgetragen Sabine Azéma
- 1995: L'Évasion de Toni von Henri Dès und Pierre Grosz
- 1997: Far West von Henri Dès (2)
- 1999: Émilie Jolie (2e version) von Philippe Chatel

#### Album instrumental
- 1985: Zoolook von Jean Michel Jarre
- 1986: Rendez-vous von Jean Michel Jarre (2)
- 1992: Explorer von Jean-Jacques Milteau
- 1993: Négropolitaines vol. 2 von Manu Dibango
- 1994: Cross over USA von Claude Bolling
- 1995: Jonasz en noires et blanches von Jean-Yves D'Angelo
- 1996: Les Parapluies de Cherbourg, Un été 42, Yentl et Le Messager von Michel Legrand

### Lied des Jahres
- 1985: La boîte de Jazz von Michel Jonasz
- 1986: Belle-île en mer von Laurent Voulzy
- 1987: Musulmanes von Michel Sardou
- 1988: Né quelque part von Maxime Le Forestier
- 1990: Quand j’serai KO von Alain Souchon
- 1991: Fais-moi une place von Julien Clerc
- 1992: Un homme heureux von William Sheller
- 1993: Le chat von Pow woW
- 1994: Foule sentimentale von Alain Souchon
- 1995: Juste quelqu’un de bien von Enzo Enzo
- 1996: Pour que tu m’aimes encore von Céline Dion
- 1997: Aïcha von Khaled
- 1998: L’homme pressé von Noir Désir
- 1999: Belle aus Notre Dame de Paris (Patrick Fiori, Daniel Lavoie und Garou)
- 2000: Tomber la chemise von Zebda
- 2001: L’envie d’aimer von Daniel Lévi
- 2002: Sous le vent von Garou und Céline Dion
- 2003: Manhattan-Kaboul von Renaud und Axelle Red
- 2004: Respire von Mickey 3D
- 2005: Si seulement je pouvais lui manquer von Calogero
- 2006: Caravane von Raphael
- 2007: Le dîner von Bénabar
- 2008: Double je von Christophe Willem
- 2009: Comme un manouche sans guitare von Thomas Dutronc
- 2010: Comme des enfants von Cœur de Pirate
- 2011: Je veux von Zaz
- 2012: Jeanne von Laurent Voulzy
- 2013: Allez allez allez von Camille
- 2014: 20 ans von Johnny Hallyday
- 2015: Un jour au mauvais endroit von Calogero
- 2016: Sapés comme jamais von Maître Gims
- 2017: Je m’en vais von Vianney
- 2018: Dommage von Bigflo et Oli
- 2019: Je me dis que toi aussi von Boulevard des airs
- 2020: Ça va ça vient von Vitaa und Slimane
- 2021: Mais je t’aime von Camille Lellouche und Grand Corps Malade
- 2022: L'Odeur de l'essence von Orelsan
- 2023: La quête von OrelSan
- 2024: La symphonie des éclairs von Zaho de Sagazan

### Musical, Tour und Konzert des Jahres

#### Musical, Tour oder Konzert
- 1999: Notre Dame de Paris im Casino de Paris
- 2000: Je dis aime von -M- im Élysée Montmartre und auf Tour
- 2001: Johnny Hallyday am Eiffelturm, im Olympia und auf Tour
- 2002: Henri Salvador im Olympia
- 2003: Christophe im Olympia
- 2004: Fan en tournée von Pascal Obispo
- 2005: -M- im Olympia und auf Tour
- 2006: Zazie Rodéo tour im Bercy und auf Tour
- 2007: Olivia Ruiz
- 2008: Michel Polnareff – Ze tour 2007
- 2009: Alain Bashung – Bleu pétrole tour
- 2010: Johnny Hallyday – Tour 66
- 2013: Shaka Ponk im Olympia, Zénith Paris und Bataclan – The Geeks Tour
- 2014: -M- – Îl(s)
- 2015: Stromae – Racine carrée tour
- 2016: Christine and the Queens – Christine
- 2017: Ibrahim Maalouf – Red and Black Light
- 2018: Camille – Tournée
- 2019: Orelsan
- 2020: Angèle – Brol Tour
- 2022: Paradis von Ben Mazué
- 2023: OrelSan – Civilisation tour
- 2024: Damso – Qalf Tour

#### Musical
- 1985: Julien Clerc in Bercy
- 1986: Jean Michel Jarre in Houston
- 1987: Cabaret von Jérôme Savary im Théâtre Mogador
- 1988: La fabuleuse histoire de Mister Swing von Michel Jonasz
- 1992: Les misérables von Alain Boublil und Claude-Michel Schönberg im Théâtre Mogador
- 1993: Eröffnungsfeier und Schlussfeier der Olympischen Winterspiele 1992 in Albertville (Choreografie: Philippe Decouflé)
- 1994: Starmania im Théâtre Mogador
- 1996: Les poubelle boys im Olympia

#### Konzert
- 1990: Francis Cabrel im Zénith
- 1991: Johnny Hallyday in Bercy
- 1992: Eddy Mitchell im Casino de Paris
- 1993: Jacques Dutronc im Casino de Paris
- 1994: Johnny Hallyday im Parc des Princes
- 1995: Eddy Mitchell in Bercy, im Casino de Paris, im Olympia und im Zénith
- 1996: Johnny Hallyday im Bercy
- 1998: Sol En Si im Casino de Paris

### Musikvideo des Jahres
- 1985: Pull marine von Isabelle Adjani (Regie: Luc Besson)
- 1986: La ballade de Jim von Alain Souchon (Regie: Philippe Bensoussan)
- 1987: C’est comme ça von Les Rita Mitsouko (Regie: Jean-Baptiste Mondino)
- 1988: Là-bas von Jean-Jacques Goldman (Regie: Bernard Schmitt)
- 1990: Casser la voix von Patrick Bruel (Regie: Joëlle Bouvier und Régis Obadia)
- 1991: Tandem von Vanessa Paradis (Regie: Jean-Baptiste Mondino)
- 1992: Auteuil Neuilly Passy von Les Inconnus (Regie: Gérard Pullicino und les Inconnus)
- 1993: Osez Joséphine von Alain Bashung (Regie: Jean-Baptiste Mondino)
- 1994: L’ennemi dans la glace von Alain Chamfort (Regie: Jean-Baptiste Mondino)
- 1995: Nouveau Western von MC Solaar (Regie: Stéphane Sednaoui)
- 1996: Larsen von Zazie (Regie: Philippe Andre)
- 1997: C’est ça la France von Marc Lavoine (Regie: Sylvain Bergère)
- 1998: Savoir aimer von Florent Pagny (Regie: Sylvain Bergère)
- 1999: La nuit je mens von Alain Bashung (Regie: Jacques Audiard)
- 2000: Flat Beat von Mr. Oizo (Regie: Quentin Dupieux)
- 2001: Am I Wrong von Étienne de Crécy (Regie: Geoffrey de Crécy)
- 2002: Le vent nous portera von Noir Désir (Regie: Alexandre Courtes und Jacques Veneruso)
- 2003: Tournent les violons von Jean-Jacques Goldman (Regie: Yannick Saillet)
- 2004: Respire von Mickey 3D
- 2005: Les beaux yeux de Laure von Alain Chamfort (Regie: Bruno Decharme)
- 2006: Est-ce que tu aimes? von Arthur H und -M-
- 2007: Marly-Gomont von Kamini
- 2008: 1234 von Feist
- 2009: Les limites von Julien Doré (Regie: Fabrice Laffont et Julien Doré)
- 2010: Elle panique by Olivia Ruiz (Regie: Valérie Pierson)
- 2011: La banane von Philippe Katerine (Regie: Gaëtan Chataigner)
- 2012: La Seine von Vanessa Paradis und -M- (Regie: Bibo Bergeron)
- 2013: FUYA von C2C (Regie: Sylvain Richard und Francis Cutter)
- 2014: Formidable von Stromae (Regie: Jérôme Guillot)
- 2015: Saint Claude von Christine and the Queens
- 2016: Christine von Christine and the Queens
- 2017: Makeba von Jain
- 2018: Basique von Orelsan
- 2019: Tout oublier von Angèle
- 2020: Au DD de PNL (Regie: Tarik Andrieu (Ademo))
- 2021: Nous von Julien Doré (Regie: Brice Vdh)
- 2022: Montre jamais ça à personne von Orelsan (Regie: Clément Cotentin)

### Musik-DVD des Jahres
- 2005: Les leçons de musique von -M- (Regie: Emilie Chedid)
- 2006: En images von Noir Désir (Regie: Don Kent)
- 2007: Tryo fête ses dix ans von Tryo
- 2008: Le soldat rose von Louis Chedid (Regie: Jean-Louis Cap)
- 2009: Divinidylle von Vanessa Paradis (Regie: Thierry Poiraud – Didier Poiraud)
- 2010: Alain Bashung à l’Olympia von Alain Bashung (Regie: Fabien Raymond)
- 2012: Les Saisons de passage von -M- (Regie: Laurent Thessier)
- 2014: Geeks on Stage von Shaka Ponk

### Ehrenpreis
- 1990: Serge Gainsbourg
- 1996: Henri Salvador
- 2001: Renaud
- 2003: Serge Reggiani
- 2007: Juliette Gréco und Michel Polnareff
- 2009: Johnny Hallyday und Jean-Loup Dabadie
- 2010: Charles Aznavour, Stevie Wonder und Hugues Aufray
- 2011: Indochine
- 2013: Véronique Sanson und Sheila
- 2014: Salvatore Adamo
- 2015: David Guetta, Jean-Louis Aubert, IAM und Rachid Taha
- 2016: William Sheller
- 2018: Étienne Daho
- 2020: Maxime Le Forestier
- 2021: Jane Birkin
- 2022: Jacques Dutronc
- 2023: Serge Lama
- 2024: Bernard Lavilliers
- 2025: Eddy Mitchell, Sylvie Vartan